# 11a etapa del Tour de França 2008

Perfil de l'11a etapa del Tour de França 2008

L'11a etapa del Tour de França 2008 es va córrer el dimecres 16 de juliol, entre Lannemezan i Foix, amb un recorregut de 167,5 km.

## Perfil de l'etapa
L'endemà de la primera jornada de descans, els ciclistes hauran de recórrer 167,5 km entre Lannemezan i Foix. Els primers kilòmetres de la cursa discorren pel departament dels Alts Pirineus i tot seguit pel de l'Alta Garona i són relativament plans. El primer esprint intermedi es troba a Saint-Bertrand-de-Comminges. La primera dificultat muntanyosa del dia és el coll de Larrieu (3a categoria, km50). El recorregut torna a ser suau a partir d'aquest moment, passant pels esprints de Prat-Bonrepaux i Saint-Girons, ja a l'Arieja. La principal dificultat muntanyosa de l'etapa es troba a 57 km de l'arribada, el coll de Portel (1a categoria), i amb el cim a 1.432 msnm. Els ciclistes encara hauran de superar una darrera dificultat muntanyosa, a tan sols 22 km de Foix, el coll del Bouich (3a categoria).

## Desenvolupament de l'etapa
L'etapa es veu marcada per una llarga escapada formada per 11 ciclistes que s'escapen al km 35: Kurt Asle Arvesen (CSC), Fabian Wegmann (GST), Alessandro Ballan (LAM), Aleksandr Botxarov, Dmitri Fofónov (C.A), Gert Steegmans (QST), Martin Elmiger (ALM), Koos Moerenhout (RAB), Marco Velo (MRM), Benoit Vaugrenard (FDJ) i Amaël Moinard (COF), als quals s'afegiran al km 45 Filippo Pozzato (LIQ) i Pierrick Fédrigo (BTL). El grup d'escapats arriba a tenir fins a 16' al peu del Coll de Portel, on es despenja Steegmans. Amaël Moinard s'escapa durant l'ascens al coll, el qual corona amb 1'50" d'avantatge sobre els perseguidors, però aquesta diferència anirà disminuint progressivament fins a ser agafat a 4 km de la meta. Ja en els darrers metres Elmiger i Arvesen aconsegueixen escapar-se, sent agafats per Ballan, i seguits de prop per Moerenhout. Finalment, el trio capdavanter es juga la victòria final en un esprint molt disputat, que guanya Arvesen per poc més d'un tubular de diferència.
Per darrere, Óscar Pereiro ataca durant l'ascens al coll de Portel, aconseguint passar amb més d'un minut per davant del grup del líder. Aquesta escapada esperona el Team CSC, que imprimeix un fort ritme fins a caçar-lo. Finalment el grup del líder arriba a 14' 51" del vencedor de l'etapa.
Les classificacions es mantenen invariables, a excepció de la classificació per equips, que ara és encapçalada pel Team CSC gràcies a haver introduït un membre a l'escapada del dia.

## Un nou cas de dopatge
El dia al Tour de França es despertà amb la notícia d'un nou cas de dopatge, en aquest cas protagonitzat per l'espanyol Moisés Dueñas Nevado de l'equip Barloworld. El control en el qual va donar positiu per EPO es va dur a terme en finalitzar la 4a etapa. De bon matí la policia s'ha presentat a l'hotel on estava hostatjat el seu equip per informar-lo del fet, sent arrestat i dut a comissaria per a l'interrogatori. En el posterior registre de l'habitació s'hi trobaren substàncies dopants que no havien estat receptades pels metges de l'equip. L'equip Barloworld va reaccionar expulsant el ciclista de l'equip i de la competició, amb la qual cosa se'ls va permetre continuar en cursa.

## Esprints intermedis
- 1r esprint intermedi. Saint-Bertrand-de-Comminges (km 19,5)

| 1r | Leonardo Duque | 6 pts |
| 2n | Thor Hushovd   | 4 pts |
| 3r | Óscar Freire   | 2 pts |

- 2n esprint intermedi. Prat-Bonrepaux (km 69)

| 1r | Filippo Pozzato | 6 pts |
| 2n | Marco Velo      | 4 pts |
| 3r | Koos Moerenhout | 2 pts |

## Ports de muntanya
- Coll de Larrieu. 3a categoria (km 49,5)

| 1r | Aleksandr Botxarov | 4 pts |
| 2n | Pierrick Fédrigo   | 3 pts |
| 3r | Alessandro Ballan  | 2 pts |
| 4t | Amaël Moinard      | 1 pt  |

- Coll de Portel. 1a categoria (km 110)

| 1r | Amaël Moinard     | 15 pts |
| 2n | Dmitri Fofónov    | 13 pts |
| 3r | Pierrick Fédrigo  | 11 pts |
| 4t | Alessandro Ballan | 9 pts  |
| 5è | Fabian Wegmann    | 8 pts  |
| 6è | Benoit Vaugrenard | 7 pts  |
| 7è | Kurt Asle Arvesen | 6 pts  |
| 8è | Filippo Pozzato   | 5 pts  |

- Col del Bouich. 3a categoria (km 156)

| 1r | Amaël Moinard     | 4 pts |
| 2n | Alessandro Ballan | 3 pts |
| 3r | Kurt Asle Arvesen | 2 pts |
| 4t | Marco Velo        | 1 pt  |

## Classificació de l'etapa
| Pos. | Ciclista           | Equip            | Temps      |
| ---- | ------------------ | ---------------- | ---------- |
| 1.   | Kurt Asle Arvesen  | CSC-Saxo Bank    | 3h 58' 13" |
| 2.   | Martin Elmiger     | AG2R Prévoyance  | m. t.      |
| 3.   | Alessandro Ballan  | Lampre           | m. t.      |
| 4.   | Koos Moerenhout    | Rabobank ProTeam | + 02"      |
| 5.   | Aleksandr Botxarov | Crédit Agricole  | + 11"      |
| 6.   | Pierrick Fedrigo   | Bouygues Telecom | + 14"      |
| 7.   | Filippo Pozzato    | Liquigas         | m. t.      |
| 8.   | Benoît Vaugrenard  | FDJ              | m. t.      |
| 9.   | Fabian Wegmann     | Gerolsteiner     | m. t.      |
| 10.  | Marco Velo         | Team Milram      | m. t.      |

## Classificació general
| Pos. | Ciclista             | Equip               | Temps       |
| ---- | -------------------- | ------------------- | ----------- |
| 1.   | Cadel Evans          | Silence-Lotto       | 46h 42' 13" |
| 2.   | Fränk Schleck        | Team CSC            | + 1"        |
| 3.   | Christian VandeVelde | Garmin Chipotle     | + 38"       |
| 4.   | Bernhard Kohl        | Gerolsteiner        | + 46"       |
| 5.   | Denís Ménxov         | Rabobank ProTeam    | + 57"       |
| 6.   | Carlos Sastre        | Team CSC            | + 1'28"     |
| 7.   | Kim Kirchen          | Columbia            | + 1'56"     |
| 8.   | Juan José Cobo Acebo | Saunier Duval-Scott | + 2'10"     |
| 9.   | Riccardo Riccò       | Saunier Duval-Scott | + 2'29"     |
| 10.  | Vladímir Iefimkin    | AG2R Prévoyance     | + 2'32"     |

## Classificacions annexes

### Classificació per punts
| Classificació per punts | Total   |
| ----------------------- | ------- |
| Óscar Freire            | 138 pts |
| Kim Kirchen             | 128 pts |
| Thor Hushovd            | 117 pts |

### Classificació de la muntanya
| Classificació de la muntanya | Total  |
| ---------------------------- | ------ |
| Riccardo Riccò               | 77 pts |
| David de la Fuente           | 65 pts |
| Sebastian Lang               | 57 pts |

### Classificació del millor jove
| Classificació del millor jove | Total       |
| ----------------------------- | ----------- |
| Riccardo Riccò                | 46h 44' 42" |
| Vincenzo Nibali               | + 1' 49"    |
| Maxime Monfort                | + 4' 18"    |

### Classificació per equips
| Classificació per equips | Total        |
| ------------------------ | ------------ |
| CSC-Saxo Bank            | 139h 58' 49" |
| AG2R Prévoyance          | + 04' 49"    |
| Saunier Duval-Scott      | + 10' 11"    |

### Combativitat
Amaël Moinard (Cofidis)

## Abandonaments
Paolo Longo Borghini (Barloworld)
 Félix Cárdenas (Barloworld)

## Expulsats
Moisés Dueñas Nevado (Barloworld), per positiu d'EPO.